# Sale Marasino
Sale Marasino település Olaszországban, Lombardia régióban, Brescia megyében. Lakosainak száma 3255 fő (2023. január 1.). Sale Marasino Gardone Val Trompia, Marone, Polaveno, Monte Isola és Sulzano községekkel határos.

## Népesség
A település lakossága az elmúlt években az alábbi módon változott:
| Lakosok száma | 3388 | 3370 | 3255 |
|               | 2017 | 2018 | 2023 |